# 僵尸企业
在政治经济学中，僵尸企业（英語：zombie company）是一种需要救助以维持经营的公司，或着能够偿还其债务利息，但不能偿还本金的负债中的公司。

## 描述
僵尸企业是负债中的企业，尽管它们能产生现金，但是在支付了运营成本、固定成本（工资、税收、租金）之后，其资金只够用来支付贷款利息，而不能偿还债务本身。因此，他们通常依靠银行等各类信贷（债权人）来维持生存，从而事实上使他们获得源源不断的支撑。

## 历史
1990年左右日本资产价格泡沫破灭后的“失去的十年”，“僵尸企业”一词被用于日本的银行支撑着的日本企业。日本银行继续支持疲软或即将倒闭的公司。零售商大荣公司是一家大型公司的一个案例，该公司在1990年崩溃前的时期大举扩张，在很多不同情况下都可能会陷入破产管理或破产的状态。据报道，日本经济产业大臣平沼赳夫形容这家拥有96,000名员工的公司“太大而不能倒闭”。
该术语在2008年期间重获媒体关注，因为一些公司从美国问题资产救助计划（TARP）获得了救助。
2016年，中国进入经济下行（见2015年中国股灾）之后，国内工业企业（钢、铝、纸张等）出现了总体生产能力过剩的问题，产能过剩率从2007年的0％上升到2015年的平均13％，某些行业的数据超过30％（2014年水泥、钢铁）。2016年全国人民代表大会，中国政府承认了“僵尸企业”的问题，并宣布将在2020年之前关停或重组许多国有（上市）工业企业。在煤炭和钢铁行业，由此造成的工作岗位流失预计将导致裁员180万（占劳动力的15％），裁员总数估计可达600万。